# Municipio de Lee (condado de Franklin)
El municipio de Lee (en inglés: Lee Township) es un municipio ubicado en el condado de Franklin en el estado estadounidense de Iowa. En el año 2010 tenía una población de 179 habitantes y una densidad poblacional de 1,91 personas por km².

## Geografía
El municipio de Lee se encuentra ubicado en las coordenadas 42°36′2″N 93°19′17″O / 42.60056, -93.32139. Según la Oficina del Censo de los Estados Unidos, el municipio tiene una superficie total de 93.85 km², de la cual 93,85 km² corresponden a tierra firme y (0 %) 0 km² es agua.

## Demografía
Según el censo de 2010, había 179 personas residiendo en el municipio de Lee. La densidad de población era de 1,91 hab./km². De los 179 habitantes, el municipio de Lee estaba compuesto por el 97,77 % blancos, el 1,12 % eran amerindios, el 1,12 % eran de otras razas. Del total de la población el 1,68 % eran hispanos o latinos de cualquier raza.